# Alphonse Funck
Alphonse Funck (ur. 1833, zm. 20 kwietnia 1876) – luksemburski polityk, w latach 26 grudnia 1874–20 kwietnia 1876 dyrektor generalny ds. sprawiedliwości Luksemburga.

## Życiorys
Urodził się w 1833 roku.
26 grudnia 1874 objął stanowisko dyrektora generalnego ds. sprawiedliwości w pierwszym rządzie premiera Félixa de Blochausena. Zastąpił Henri Vannérusa, a urząd sprawował również w drugim rządzie. Zmarł 20 kwietnia 1876. Jego następcą został Paul Eyschen.